# Колтов
Колтов (укр. Колтів) — село в Золочевской городской общине Золочевского района Львовской области Украины.
Население по переписи 2001 года составляло 427 человек. Занимает площадь 1,099 км². Почтовый индекс — 80741. Телефонный код — 3265.